# Tournoi d'ouverture du championnat du Costa Rica de football 2010
Navigation
Saison précédente Saison suivante
Le tournoi Apertura 2010 est le septième tournoi saisonnier disputé au Costa Rica.
C'est cependant la 92e fois que le titre de champion du Costa Rica est remis en jeu.
Lors de ce tournoi, le Deportivo Saprissa a tenté de conserver son titre de champion du Costa Rica face aux onze meilleurs clubs costariciens.
Chacun des douze clubs participant au championnat était confronté deux fois aux cinq autres équipes de son groupe et une fois aux six équipes de l'autre groupe. Puis les meilleurs se sont affrontés lors d'une phase finale à la fin de la saison.
Seulement une place était qualificative pour la Ligue des champions de la CONCACAF.

## Les 12 clubs participants
| \| San José: AD Barrio México Deportivo Saprissa Universidad LD Alajuelense I Brujas Escazu CS Cartagines CS Herediano Limon FC Municipal Pérez Zeledon Puntarenas FC AD San Carlos SD Santos San José \| Localisation des clubs. |
| San José: AD Barrio México Deportivo Saprissa Universidad LD Alajuelense I Brujas Escazu CS Cartagines CS Herediano Limon FC Municipal Pérez Zeledon Puntarenas FC AD San Carlos SD Santos San José                               |

| Club                    | Stade                                   | Capacité | Ville                  |
| LD Alajuelense          | Stade Alejandro Morera Soto             | 17 900   | Alajuela               |
| AD Barrio México        | Stade Coyella Fonseca (es)              | 4 500    | Guadalupe              |
| Brujas Escazu           | Stade Jorge Hernán Monge                | 5 500    | Desamparados           |
| CS Cartagines           | Stade José Rafael Fello Meza Ivankovich | 13 500   | Cartago                |
| CS Herediano            | Stade Eladio Rosabal Cordero            | 8 100    | Heredia                |
| Limon FC                | Stade Nuevo de Limón                    | 3 000    | Puerto Limón           |
| Municipal Pérez Zeledon | Stade Municipal Pérez Zeledón           | 6 000    | San Isidro del General |
| Puntarenas FC           | Stade Lito Pérez                        | 4 100    | Puntarenas             |
| AD San Carlos           | Stade Carlos Ugalde Álvarez             | 5 600    | Ciudad Quesada         |
| SD Santos               | Stade Ebal Rodríguez                    | 3 000    | Guápiles               |
| Deportivo Saprissa      | Stade Ricardo Saprissa                  | 23 100   | San José               |
| Universidad             | Stade Ecológico                         | 1 800    | San José               |

## Compétition
Le tournoi Apertura se déroule de la même façon que les tournois saisonniers précédents, en deux phases :
- La phase de qualification : les seize journées de championnat.
- La phase finale : les matchs aller-retour allant des quarts de finale à la finale.

### Phase de qualification
Lors de la phase de qualification les douze équipes affrontent à deux reprises les équipes de leur groupe et une fois les équipes de l'autre groupe selon un calendrier tiré aléatoirement.
Les équipes sont divisées en deux groupes de six, les deux meilleures de chaque groupe sont directement qualifiées pour les quarts de finale et sont rejointes par les quatre meilleures équipes au classement général qui ne sont pas déjà qualifiées par le biais des groupes.
Le classement est établi sur le barème de points classique (victoire à 3 points, match nul à 1, défaite à 0).
Le départage final se fait selon les critères suivants :
- Le nombre de points.
- La différence de buts générale.
- La différence de buts particulière.
- Le nombre de buts marqué.

#### Classements de groupe
Les deux premiers de chaque groupe sont qualifiés directement pour les quarts de finale.
| Rang | Équipe                  | Pts | J  | G | N | P | Bp | Bc | Diff |
| ---- | ----------------------- | --- | -- | - | - | - | -- | -- | ---- |
| 1    | AD Barrio México        | 31  | 16 | 9 | 4 | 3 | 26 | 15 | +11  |
| 2    | CS Cartagines           | 23  | 16 | 6 | 5 | 4 | 22 | 20 | +2   |
| 3    | Municipal Pérez Zeledon | 21  | 16 | 5 | 3 | 7 | 17 | 22 | -5   |
| 4    | Puntarenas FC           | 18  | 16 | 5 | 3 | 8 | 23 | 27 | -4   |
| 5    | Limon FC                | 17  | 16 | 5 | 2 | 9 | 18 | 22 | -4   |
| 6    | Deportivo Saprissa (T)  | 16  | 16 | 4 | 4 | 8 | 26 | 27 | -1   |

| Rang | Équipe          | Pts | J  | G  | N | P  | Bp | Bc | Diff |
| ---- | --------------- | --- | -- | -- | - | -- | -- | -- | ---- |
| 1    | LD Alajuelense  | 36  | 16 | 11 | 3 | 2  | 29 | 13 | +16  |
| 2    | CS Herediano    | 29  | 16 | 8  | 5 | 3  | 33 | 18 | +15  |
| 3    | AD San Carlos   | 25  | 16 | 7  | 4 | 5  | 19 | 18 | +1   |
| 4    | Brujas Escazu   | 21  | 16 | 6  | 3 | 7  | 33 | 29 | +4   |
| 5    | SD Santos       | 20  | 16 | 4  | 8 | 4  | 16 | 26 | -10  |
| 6    | Universidad (P) | 8   | 16 | 2  | 2 | 12 | 13 | 38 | -25  |

| Légende : Qualifications et relégations | Légende : Qualifications et relégations                  |
| --------------------------------------- | -------------------------------------------------------- |
|                                         | Qualifié pour les quarts de finale                       |
|                                         | (T) : Tenant du titre (P) : Promu de la saison 2009-2010 |

#### Classement commun
Les quatre meilleures équipes tous groupes confondus qui ne sont pas déjà qualifiées rejoignent les quatre autres en quarts de finale.
| Rang | Équipe                  | Pts | J  | G  | N | P  | Bp | Bc | Diff |
| ---- | ----------------------- | --- | -- | -- | - | -- | -- | -- | ---- |
| 1    | LD Alajuelense          | 36  | 16 | 11 | 3 | 2  | 29 | 13 | +16  |
| 2    | AD Barrio México        | 31  | 16 | 9  | 4 | 3  | 26 | 15 | +11  |
| 3    | CS Herediano            | 29  | 16 | 8  | 5 | 3  | 33 | 18 | +15  |
| 4    | AD San Carlos           | 25  | 16 | 7  | 4 | 5  | 19 | 18 | +1   |
| 5    | CS Cartagines           | 23  | 16 | 6  | 5 | 4  | 22 | 20 | +2   |
| 6    | Brujas Escazu           | 21  | 16 | 6  | 3 | 7  | 33 | 29 | +4   |
| 7    | Municipal Pérez Zeledon | 21  | 16 | 5  | 3 | 7  | 17 | 22 | -5   |
| 8    | SD Santos               | 20  | 16 | 4  | 8 | 4  | 16 | 26 | -10  |
| 9    | Puntarenas FC           | 18  | 16 | 5  | 3 | 8  | 23 | 27 | -4   |
| 10   | Limon FC                | 17  | 16 | 5  | 2 | 9  | 18 | 22 | -4   |
| 11   | Deportivo Saprissa (T)  | 16  | 16 | 4  | 4 | 8  | 26 | 27 | -1   |
| 12   | Universidad (P)         | 8   | 16 | 2  | 2 | 12 | 13 | 38 | -25  |

| Légende : Qualifications et relégations | Légende : Qualifications et relégations                               |
| --------------------------------------- | --------------------------------------------------------------------- |
|                                         | Qualifié pour les quarts de finale par leur position dans leur groupe |
|                                         | Qualifié pour les quarts de finale par leur position générale         |
|                                         | (T) : Tenant du titre (P) : Promu de la saison 2009-2010              |

#### Matchs
| Résultats (▼dom., ►ext.)                                   | Alaj | Bar | Bruj | Cart | Here | Lim | Muni | Punt | SanC | Sant | Sapr | Univ |
| LD Alajuelense                                             |      | 2-1 | 3-2  | 2-0  | 3-1  | 2-1 |      |      | 0-1  | 3-0  |      | 3-0  |
| AD Barrio México                                           |      |     |      | 2-0  | 1-0  | 1-0 | 0-3  | 1-1  | 2-1  | 0-0  | 3-2  |      |
| Brujas Escazu                                              | 2-4  | 0-1 |      | 3-3  | 2-1  | 3-1 |      |      | 0-0  | 5-0  |      | 0-1  |
| CS Cartagines                                              |      | 0-0 |      |      | 0-0  | 2-1 | 1-0  | 3-1  | 0-0  | 7-1  | 1-1  |      |
| CS Herediano                                               | 2-2  |     | 1-1  |      |      |     | 3-2  | 2-0  | 4-1  | 1-1  | 3-1  | 4-1  |
| Limon FC                                                   |      | 3-2 |      | 2-1  | 1-2  |     | 0-0  | 4-1  | 1-0  | 0-1  | 0-0  |      |
| Municipal Pérez Zeledon                                    | 0-1  | 1-1 | 0-2  | 1-2  |      | 2-1 |      | 1-0  |      |      | 4-3  | 2-1  |
| Puntarenas FC                                              | 0-2  | 2-5 | 5-2  | 2-0  |      | 2-0 | 1-2  |      |      |      | 1-1  | 3-0  |
| AD San Carlos                                              | 3-1  |     | 4-1  |      | 0-3  |     | 1-0  | 2-1  |      | 2-3  | 1-0  | 2-0  |
| SD Santos                                                  | 0-0  |     | 0-2  |      | 0-2  |     | 1-1  | 1-1  | 0-0  |      | 2-0  | 2-0  |
| Deportivo Saprissa                                         | 0-0  | 2-3 | 3-2  | 1-2  |      | 3-1 | 4-1  | 1-2  |      |      |      | 4-1  |
| Universidad                                                | 0-1  | 1-3 | 2-6  | 3-0  | 0-4  | 0-1 |      |      | 1-1  | 2-2  |      |      |
| - Victoire à domicile - Match nul - Victoire à l'extérieur |      |     |      |      |      |     |      |      |      |      |      |      |

### La Phase Finale
Les huit équipes qualifiées sont réparties dans le tableau final d'après leur classement général.
En cas d'égalité lors des deux premiers tours, c'est l'équipe la mieux classée qui se qualifie. Par contre lors de la finale, si les deux équipes sont à égalité sur la somme des deux matchs des prolongations puis une séance de tirs au but ont lieu.

#### Tableau
|  |                         |               |               |               |                |      |     |            |            |            |            |                |     |   |        |        |        |        |        |  |  |
|  | 1/4 de finale           | 1/4 de finale | 1/4 de finale | 1/4 de finale | 1/4 de finale  |      |     | 1/2 finale | 1/2 finale | 1/2 finale | 1/2 finale | 1/2 finale     |     |   | Finale | Finale | Finale | Finale | Finale |  |  |
|  |                         |               |               |               |                |      |     |            |            |            |            |                |     |   |        |        |        |        |        |  |  |
|  |                         |               |               |               |                |      |     |            |            |            |            |                |     |   |        |        |        |        |        |  |  |
|  | LD Alajuelense          | (1)           | 2             | 4             |                |      |     |            |            |            |            |                |     |   |        |        |        |        |        |  |  |
|  | LD Alajuelense          | (1)           | 2             | 4             |                |      |     |            |            |            |            |                |     |   |        |        |        |        |        |  |  |
|  | Municipal Pérez Zeledon | (7)           | 2             | 1             |                |      |     |            |            |            |            |                |     |   |        |        |        |        |        |  |  |
|  | Municipal Pérez Zeledon | (7)           | 2             | 1             | LD Alajuelense | (1)  | 2   | 3          |            |            |            |                |     |   |        |        |        |        |        |  |  |
|  |                         |               |               |               |                | (1)  | 2   | 3          |            |            |            |                |     |   |        |        |        |        |        |  |  |
|  |                         |               | CS Cartagines | (5)           | 1              | 0    |     |            |            |            |            |                |     |   |        |        |        |        |        |  |  |
|  | CS Cartagines           | (5)           | CS Cartagines | (5)           | 1              | 0    | 3   | 1          |            |            |            |                |     |   |        |        |        |        |        |  |  |
|  | CS Cartagines           | (5)           |               |               |                |      |     |            |            |            |            |                |     |   |        |        |        |        |        |  |  |
|  | Brujas Escazu           | (6)           | 2             | 1             |                |      |     |            |            |            |            |                |     |   |        |        |        |        |        |  |  |
|  | Brujas Escazu           | (6)           | 2             | 1             |                |      |     |            |            |            |            | LD Alajuelense | (1) | 0 | 1      | 0(4)   |        |        |        |  |  |
|  |                         |               |               |               |                |      |     |            |            |            |            | LD Alajuelense | (1) | 0 | 1      | 0(4)   |        |        |        |  |  |
|  |                         | CS Herediano  | (3)           | 0             | 1              | 0(3) |     |            |            |            |            |                |     |   |        |        |        |        |        |  |  |
|  | CS Herediano            | CS Herediano  | (3)           | 0             | 1              | 0(3) | (3) | 0          | 4          |            |            |                |     |   |        |        |        |        |        |  |  |
|  | CS Herediano            |               |               |               |                |      | (3) | 0          | 4          |            |            |                |     |   |        |        |        |        |        |  |  |
|  | AD San Carlos           | (4)           | 2             | 0             |                |      |     |            |            |            |            |                |     |   |        |        |        |        |        |  |  |
|  | AD San Carlos           | (4)           | 2             | 0             | CS Herediano   | (3)  | 0   | 1          |            |            |            |                |     |   |        |        |        |        |        |  |  |
|  |                         |               |               |               |                | (3)  | 0   | 1          |            |            |            |                |     |   |        |        |        |        |        |  |  |
|  |                         |               | SD Santos     | (8)           | 1              | 0    |     |            |            |            |            |                |     |   |        |        |        |        |        |  |  |
|  | AD Barrio México        | (2)           | SD Santos     | (8)           | 1              | 0    | 0   | 0          |            |            |            |                |     |   |        |        |        |        |        |  |  |
|  | AD Barrio México        | (2)           |               |               |                |      | 0   | 0          |            |            |            |                |     |   |        |        |        |        |        |  |  |
|  | SD Santos               | (8)           | 3             | 3             |                |      |     |            |            |            |            |                |     |   |        |        |        |        |        |  |  |
|  | SD Santos               | (8)           | 3             | 3             |                |      |     |            |            |            |            |                |     |   |        |        |        |        |        |  |  |

#### Quarts de finale
| Club             | Aller | Retour | Club                    | Commentaire |
| AD Barrio México | 0-3   | 0-3    | SD Santos               |             |
| LD Alajuelense   | 2-2   | 4-1    | Municipal Pérez Zeledon |             |
| CS Cartagines    | 3-2   | 1-1    | Brujas Escazu           |             |
| CS Herediano     | 0-2   | 4-0    | AD San Carlos           |             |

#### Demi-finales
| Club           | Aller | Retour | Club          | Commentaire                          |
| CS Herediano   | 0-1   | 1-0    | SD Santos     | Qualifié grâce au classement général |
| LD Alajuelense | 2-1   | 3-0    | CS Cartagines |                                      |

#### Finale
| Match aller      | CS Herediano | 0:0   | LD Alajuelense | Stade Eladio Rosabal Cordero |                            |
| 12 décembre 2010 |              | (0:0) |                | Arbitrage : Walter Quesada   | Arbitrage : Walter Quesada |

| Match retour     | LD Alajuelense                                                                        | 1:1             | CS Herediano                                                                      | Stade Alejandro Morera Soto |                            |
| 19 décembre 2010 | 90e Pablo Gabas                                                                       | (0:1)           | 45e Victor Núñez                                                                  | Arbitrage : Henry Bejarano  | Arbitrage : Henry Bejarano |
| 19 décembre 2010 | Leandrinho Barrios · Luis Marín · Pablo Gabas · Geancarlo González · Christian Oviedo | Tirs au but 4:3 | José Cancela · Esteban Ramírez · Diego Madrigal · Erick Sánchez · Froylán Ledezma | Arbitrage : Henry Bejarano  | Arbitrage : Henry Bejarano |

## Bilan du tournoi
| Tableau d'Honneur |                |
| Compétition       | Vainqueur      |
| Apertura 2010     | LD Alajuelense |

| Qualifications continentales 2011-2012 |                |
| Ligue des champions                    | Qualifiés      |
| Phase de groupes/Tour Préliminaire     | LD Alajuelense |

## Statistiques

### Buteurs
| Rang | Nom             | Équipe                  | Buts |
| 1    | Ever Alfaro     | Municipal Pérez Zeledon | 10   |
| 1    | Randall Brenes  | CS Cartagines           | 10   |
| 3    | Leandrinho      | LD Alajuelense          | 9    |
| 4    | Maikol Ortiz    | AD Barrio México        | 8    |
| 4    | Cristian Lagos  | Brujas Escazu           | 8    |
| 4    | Yosimar Arias   | Brujas Escazu           | 8    |
| 4    | Diego País      | CS Cartagines           | 8    |
| 4    | Froylan Ledezma | CS Herediano            | 8    |
| 9    | 5 joueurs       | 5 joueurs               | 7    |